# سومن

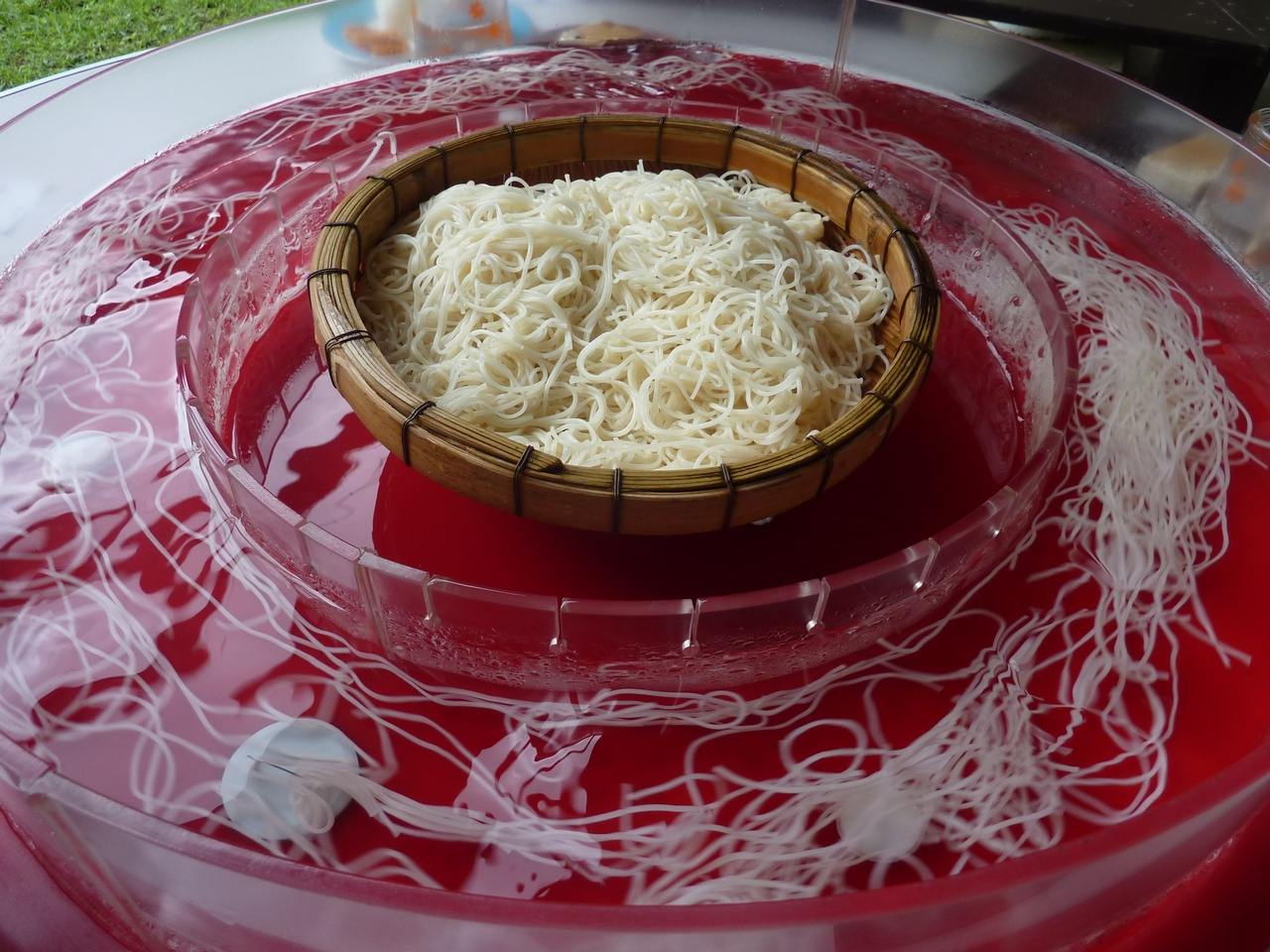
سومن چرخان

سومن (به ژاپنی: 索麺、そうめん Somen) یک نوع نودل بسیار نازک ژاپنی است. این نودل از آرد گندم به دست می‌آید. به‌طور عمده سومن به‌طور خشک شده و آماده به فروش می‌رسد. معمولاً به صورت سرد صرف می‌شود و یکی از غذاهای مطبوع فصل تابستان است. در جشن‌های تابستانی سومن را در داخل چوب خیزران همراه با آب جاری کرده و شرکت‌کننده قبل از رسیدن سومن روان‌شده به انتهای چوب آن را می‌بایست با هاشی از داخل چوب بردارند. چاشنی سومن معمولاً من‌تسویو است. دستگاه‌های مختلفی نیز وجود دارد که سومن را به حالت چرخان در می‌آورد.

## نگارخانه

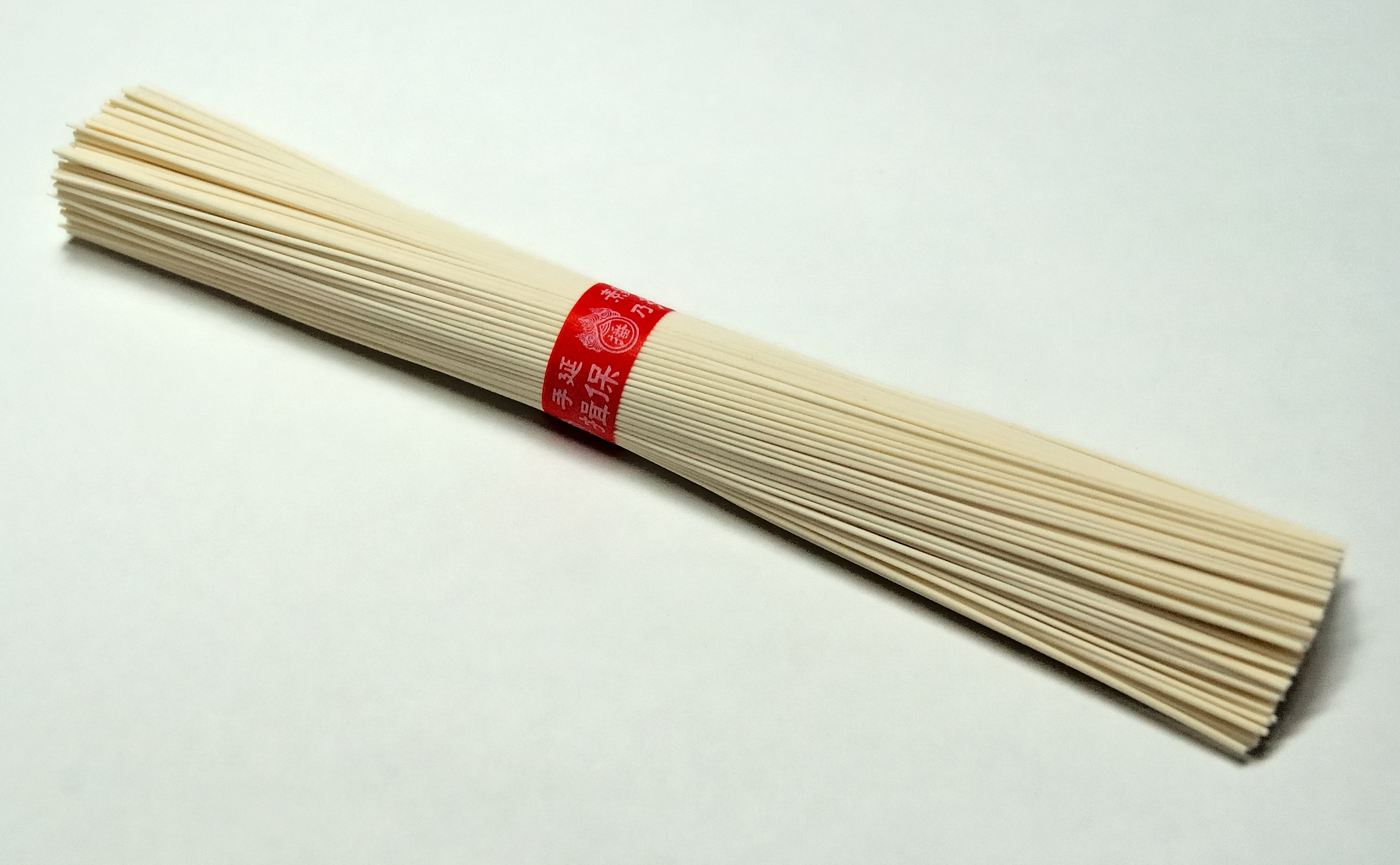
سومن خشک برای فروش
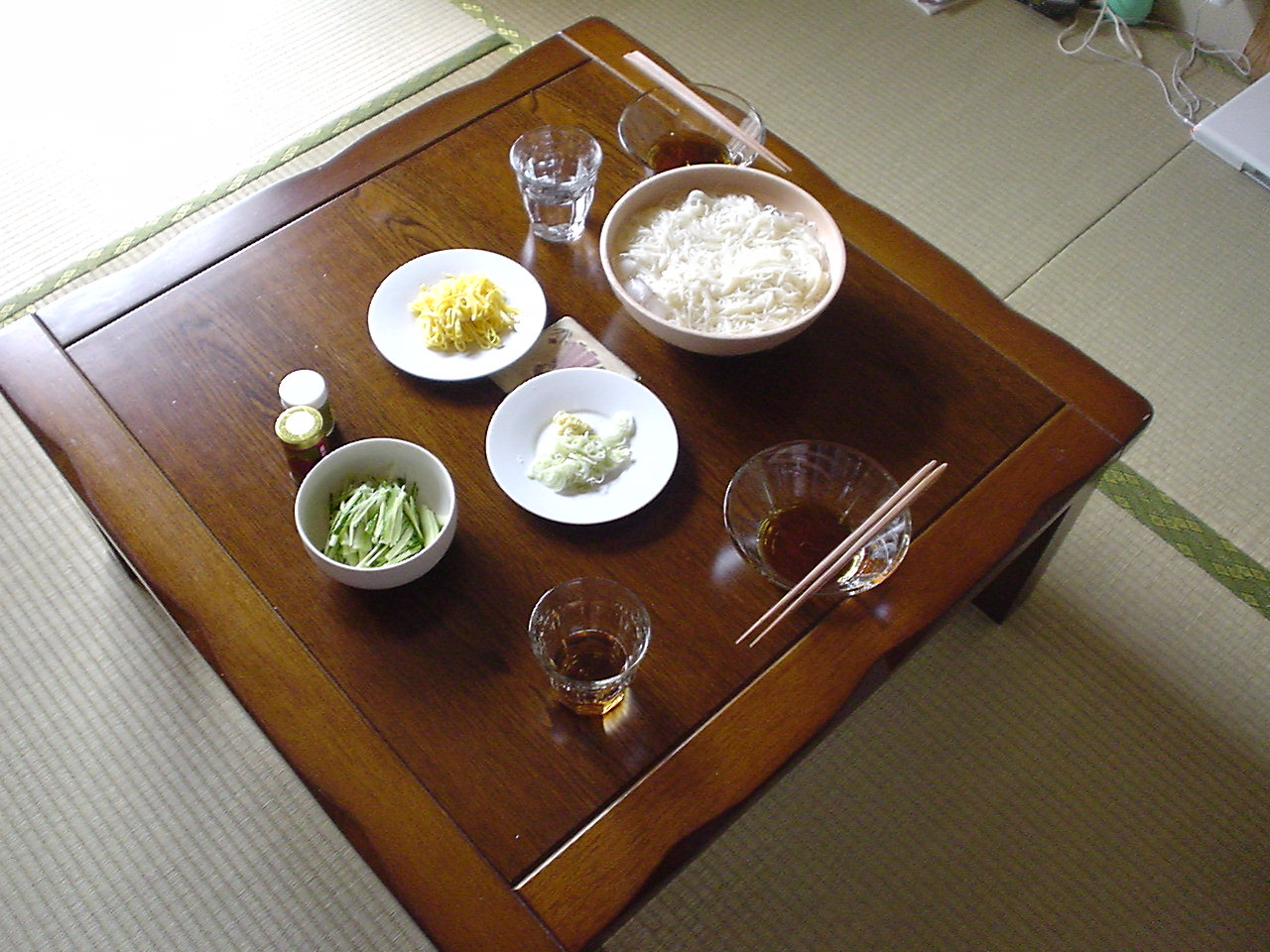
سومن
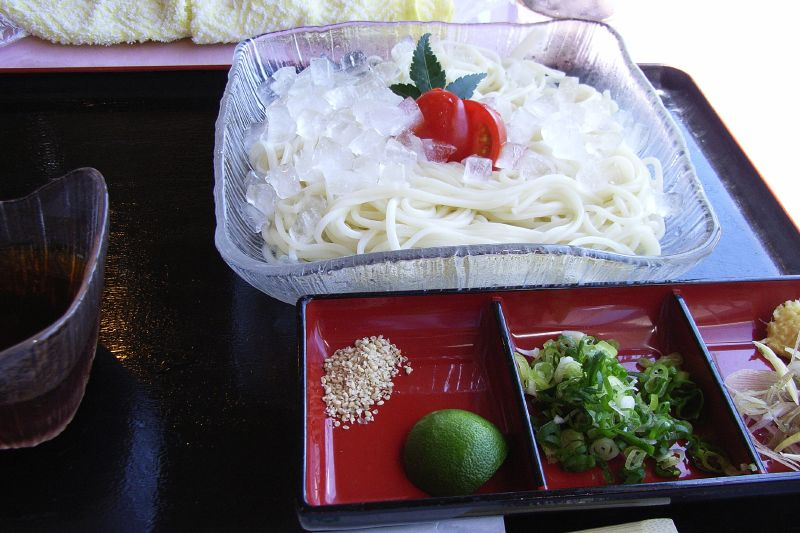
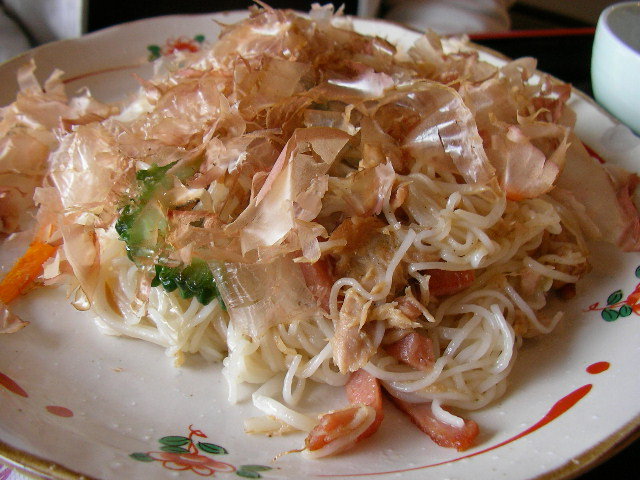
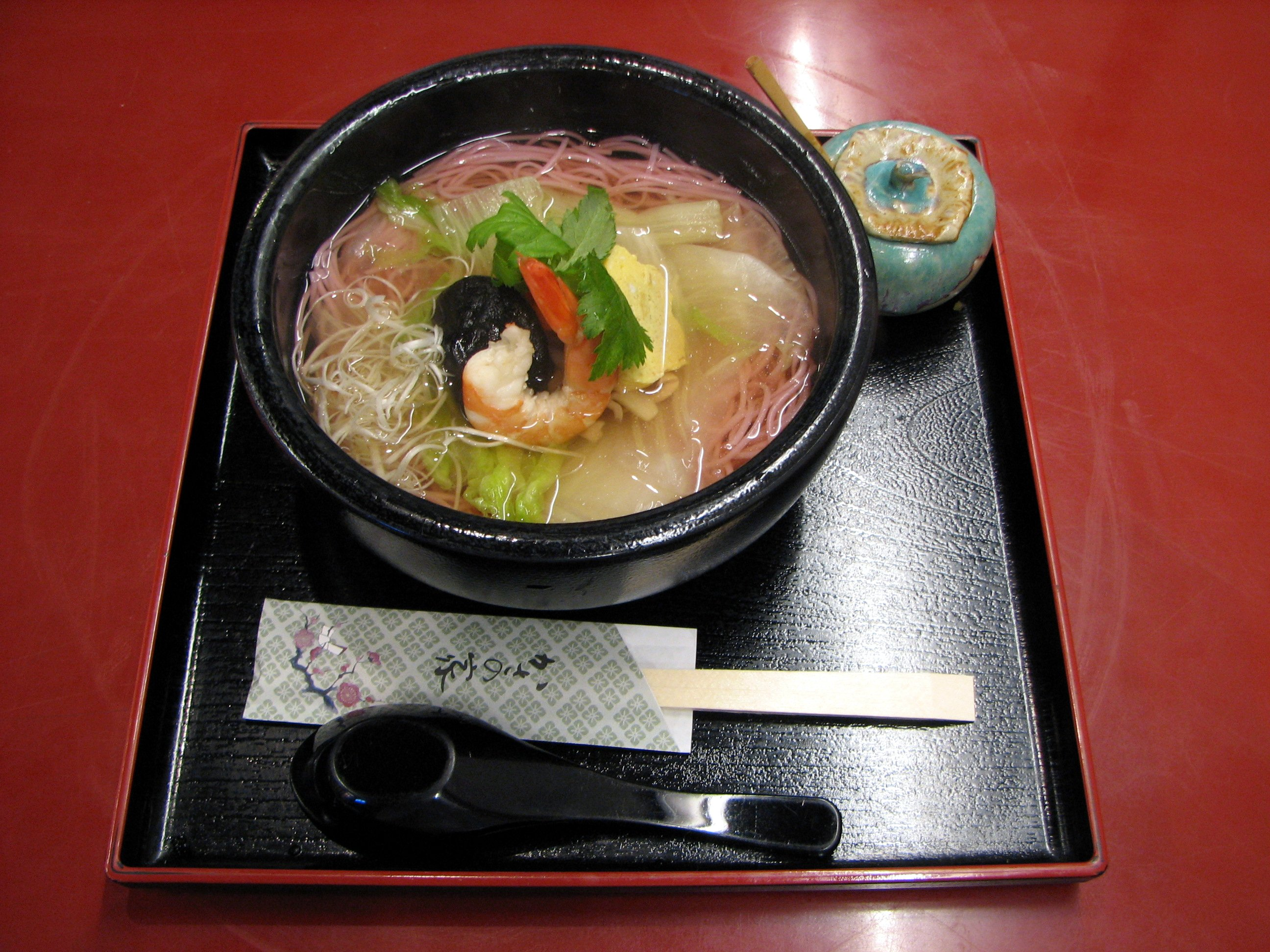
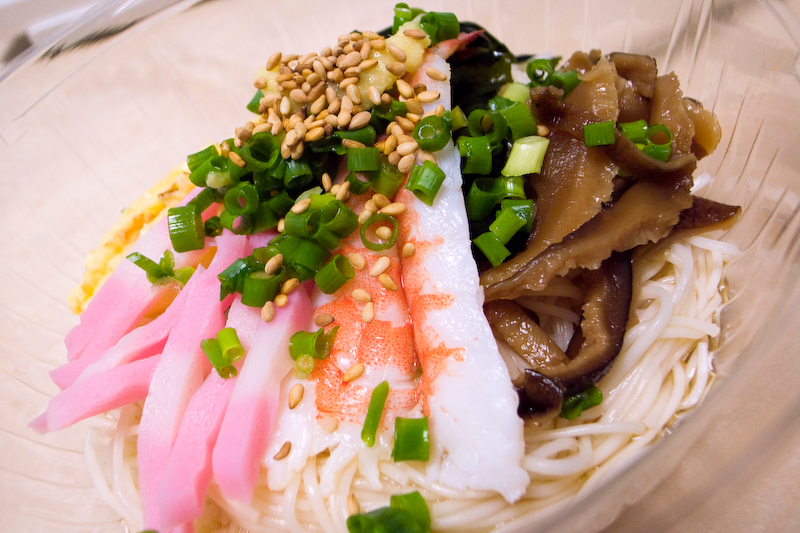
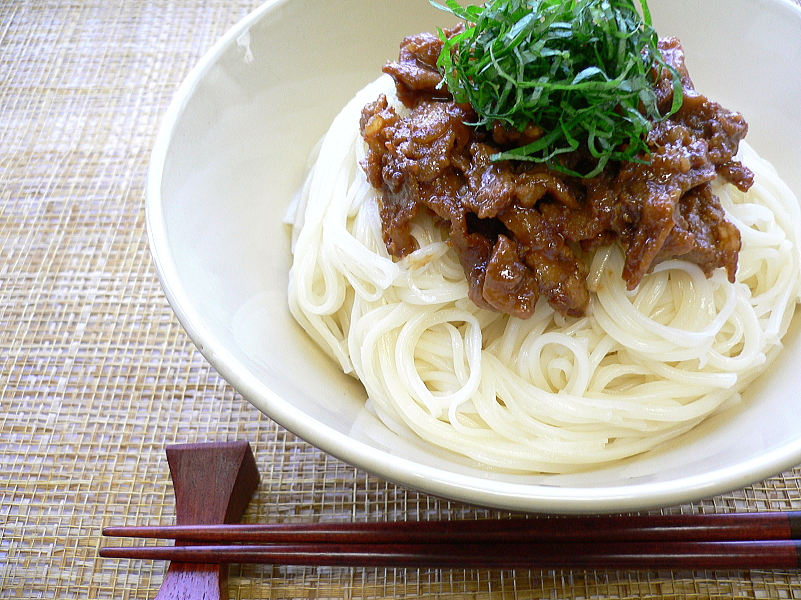
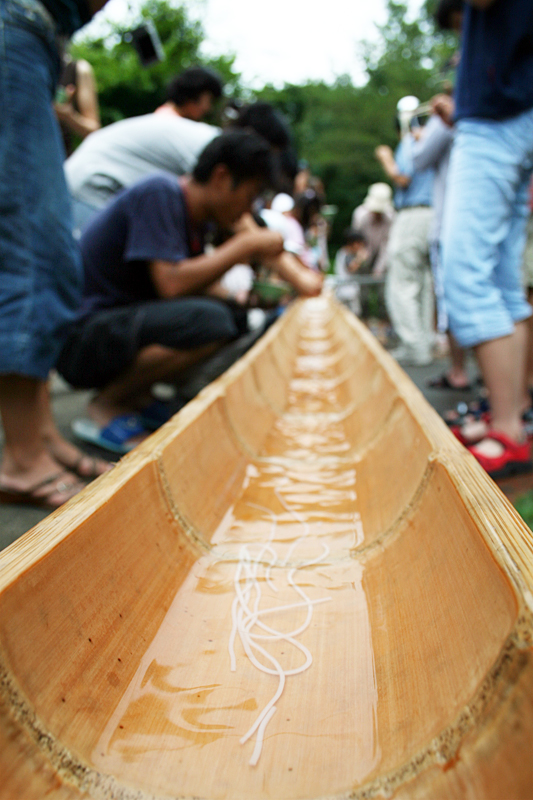
سومن روان
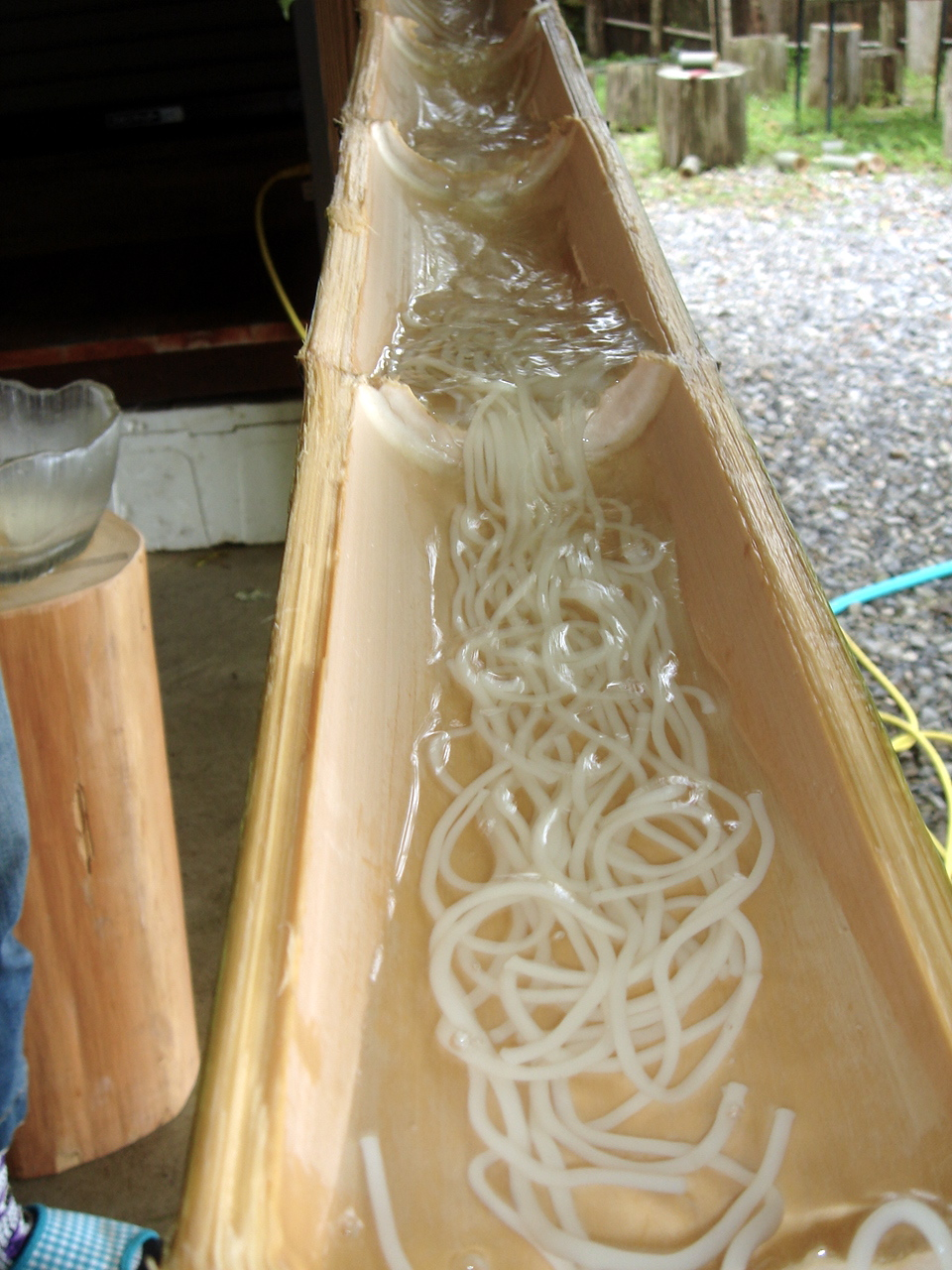
سومن روان
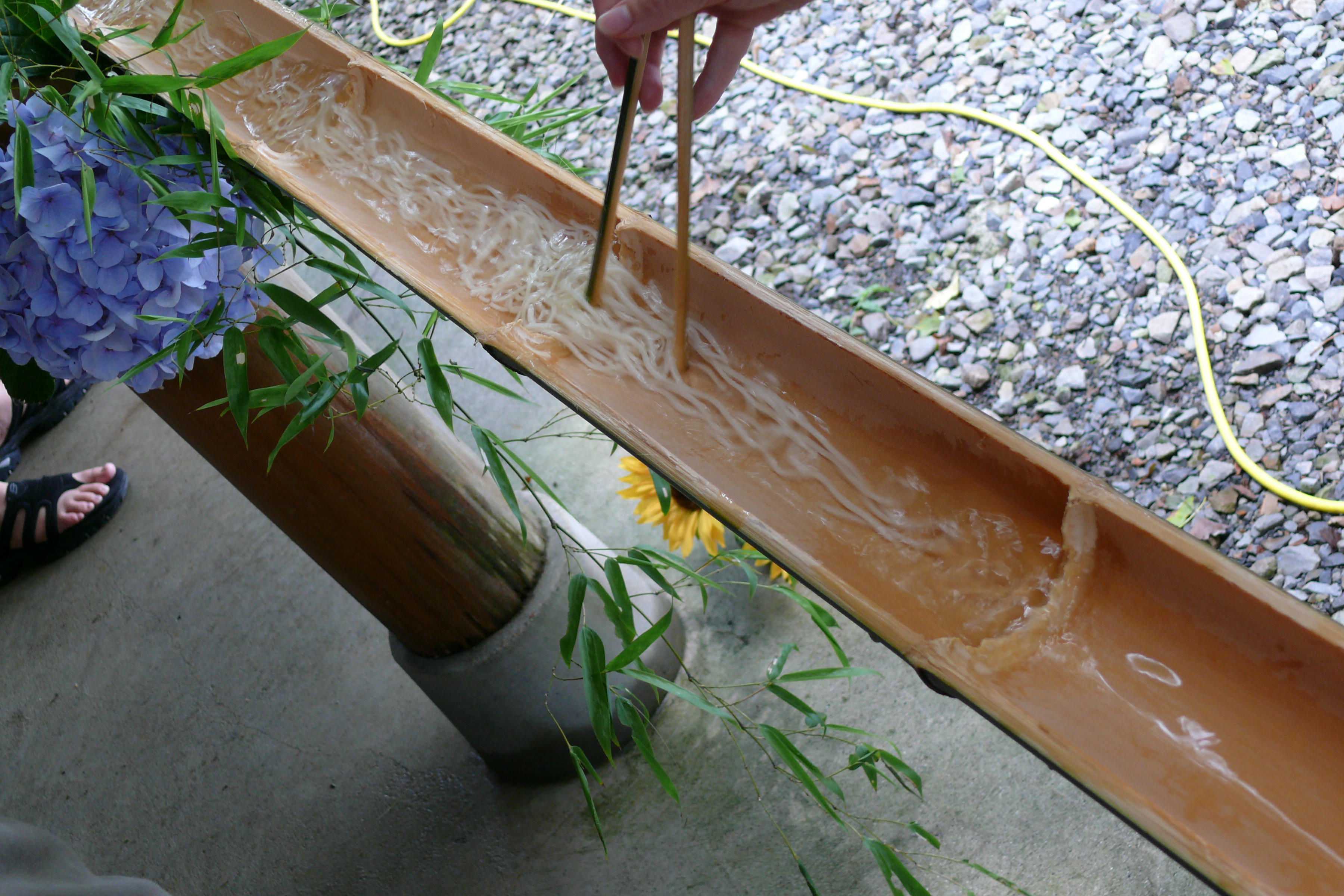
سومن روان در چوب خیزران